# Ormosia kamikochiae
Ormosia kamikochiae là một loài ruồi trong họ Limoniidae. Chúng phân bố ở miền Cổ bắc.